# Renato Ferrini

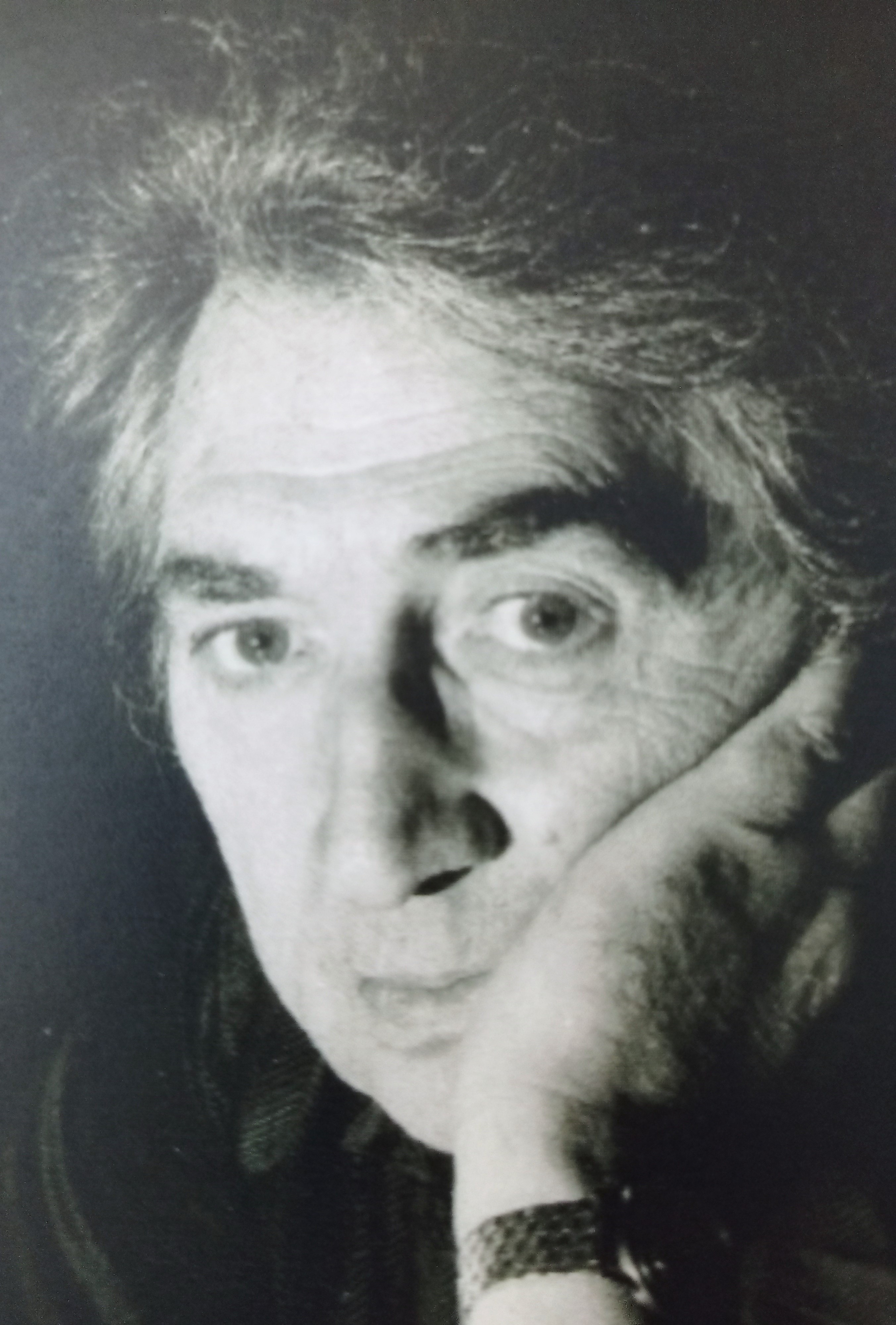

Renato Ferrini (Orbetello, 12 novembre 1910 – Roma, 23 gennaio 2005) è stato un pittore e disegnatore italiano.

## Biografia
Nato nella cittadina lagunare a ridosso di Monte Argentario, a soli diciotto anni tenne la sua prima mostra personale che iniziò ad Orbetello per poi passare a Grosseto, Massa Marittima, Cremona, Brescia e La Spezia.
A diciannove anni si trasferì a Firenze per frequentare l'Accademia di Belle Arti. Terminati gli studi, nel 1936, approdò a Roma dove iniziò a frequentare l'ambiente cinematografico in qualità di ritrattista.
Proprio nell'ambiente del cinema, in cui era ormai diventato famoso grazie alla pennellata morbida ed incisiva ed alla impressionante precisione dei suoi ritratti (che, spesso, venivano scambiati per fotografie) ebbe i massimi onori. Divenne in breve tempo un acclamato cartellonista per le principali case cinematografiche quali la Warner Bros., la Fox Film, la Paramount e la Italnoleggio che ne consolidarono la fama facendone, a tutt'oggi, uno dei maestri cartellonisti più prolifici e rappresentativi di quell'epoca Molti i celebri registi cinematografici (Comencini, Fellini, Visconti, De Sica, Rossellini, Pasolini, Monicelli, Steno) che ne richiesero la collaborazione per i propri film.
Proprio in quel periodo molte delle principali ditte ed industrie (Pirelli, Supercortemaggiore, SIS, Terninos) si avvalsero della sua opera per la creazione dei propri marchi e per le proprie campagne pubblicitarie.
Nel 1955 le Poste Italiane emisero i primi francobolli disegnati dall'artista su incarico della Supercortemaggiore, in occasione del IV congresso mondiale del petrolio.
È l'inizio di una notevole produzione di bozzetti per francobolli realizzati ed emessi dalle Poste Italiane.
Nel 1962, l'Organizzazione delle Nazioni Unite emette il suo primo francobollo dopo averlo chiamato a far parte, quale rappresentante dell'Italia, di un gruppo di disegnatori incaricati della realizzazione di bozzetti. Renato Ferrini sarà sotto contratto con le Nazioni Unite per tutta la sua vita.
Nel 1968, Ferrini disegna il francobollo della ricorrenza per il Ventennale della Repubblica italiana (1º giugno 1966).
Parallelamente a questa attività grafica, egli svolse la sua attività di pittore che lo vide impegnato in numerose mostre: Roma (Palazzo delle Esposizioni), Mostra dell'Agricoltura, Collettiva Schneider, Mostra Internazionale di Disegno di via Margutta, Salotto d'Arte C.I.D.A.
Ricevette molti riconoscimenti tra cui quello del Presidente della Repubblica, quello della RAI TV e l'Anguilla d'Oro.(riconoscimento riservato dall'Amministrazione di Monte Argentario a tutti i conterranei che si siano contraddistinti nel mondo).
Le sue opere sono oggi conservate in molte collezioni private e pubbliche (New York, Miami, Montevideo, Stoccolma, Parigi)
All'età di 94 anni è morto nella sua casa romana a due passi da Via Margutta. È sepolto nel piccolo cimitero di Orbetello, di fronte alla laguna che fu soggetto di vari suoi dipinti.